# イリメニ湖
イリメニ湖（イリメニこ、ロシア語: Ильмень）は、ロシア連邦ノヴゴロド州にある湖である。ノヴゴロドの6kmほど南にある。かつてはスカンディナヴィア半島からビザンチン帝国を結ぶ交易路（ヴァリャーグからギリシアへの道）の一部として重要な位置を占めていた。
面積は水位によって 733km2から2090km2まで変動する。平均すると 982km2になる。湖にはロヴァチ川・ムスタ川・ポーラ川・シェロニ川など計52の川が流れ込んでいる。湖から出る川はヴォルホフ川のみである。この川がラドガ湖に流れ込み、ネヴァ川となってフィンランド湾に注ぐ。
ヴォルホフ川の下流に水力発電のダムができたことにより、水位は安定している。7月の水温は19-20度位であり、90日くらいの期間は泳ぐことが可能である。ノヴゴロドとスタラヤ・ルーサ・シムスクを結ぶ船便も運行されている。

## 水源と流れ出る川
イリメニ湖へ流れ込む主要な川は次の通り。
- ムスタ川
  - ウヴェリ川
- ロヴァチ川
  - クーニヤ川
    - セリョージャ川
- シィローニ川
  - スドマ川

イリメニ湖から流れ出る川は一つ。
- ヴォルホフ川 - ラドガ湖へ流入する